# Spielmann

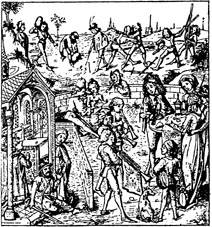
Spielleute im Mittelalter

Der Spielmann (Plural: Spielleute) oder Musikant ist ein Musiker, der zu bestimmten Gelegenheiten zur Unterhaltung aufspielt.

## Antike und Frühmittelalter
Historisch geht der Begriff auf die Zeit des Römischen Reiches zurück (ludarii). Der Ausdruck Spielmann lässt sich bis ins 8. Jahrhundert zurückverfolgen.

## Hochmittelalterliche Spielmannskultur
Die hochmittelalterliche Spielmannskultur entstand gegen Ende des 11. Jahrhunderts zunächst südlich und nördlich der Pyrenäen und breitete sich im Verlauf des 13. Jahrhunderts über ganz Westeuropa aus. Die ältesten Bezeichnungen der Spielleute sind joglar und jogleor von lateinisch joculator („Spaßmacher“). Sie unterhielten ihr Publikum nicht nur durch möglichst spektakuläre Kunststücke, sondern sie erzählten und rezitierten, sangen, tanzten und schauspielerten. Die Bezeichnung jongleur bezieht sich dabei auf die fahrenden Spielleute, die fest einem Hof verbundenen Sänger werden ménestrel genannt (von lateinisch ministerialis, „Bediensteter“, daher auch englisch minstrel). Und die Spielleute musizieren natürlich auch. Spätestens seit Anfang des 13. Jahrhunderts gibt es unter den fahrenden jongleurs und spilleuten auch Instrumentalspieler. Der Minnesänger Guiraut de Calancon zählte in dieser Zeit bereits neun Instrumente (etwa Fidel, Harfe, und Drehleier) auf, die von jongleurs gespielt würden. 
Von zahlreichen Liedern der höfischen Troubadours wie auch der Spielleute kennen wir den Text, die Melodien sind nur teilweise überliefert. Quellen dieser Überlieferung sind teilweise prächtig mit Miniaturenilluminierte Sammelhandschriften, in denen eine stattliche Anzahl bildlicher Darstellungen von Spielleute mit ihren Musikinstrumenten erhalten sind. 
Die berühmteste dieser Prachthandschriften ist eine Ausgabe der spanischen Cantigas de Santa Maria aus der zweiten Hälfte des 13. Jahrhunderts. Dieser Codex enthält (neben einer umfangreichen Liedersammlung) eine ganze Reihe von Illuminationen, die Musiker (meist paarweise) mit diversen Instrumenten zeigen. Auftraggeber dieser Handschrift war König Alfons X. von Leon und Kastilien († 1284).
Neben diesen Buchilluminationen gibt es auch eine Reihe von Abbildungen in musiktheoretischen Traktaten. Herrad von Landsberg bildete in ihrem Hortus deliciarum Musikinstrumente wie die Harfe und eine Drehleier (Organistrum oder Symphonia) ab.
Im 13. Jahrhundert erfolgte bereits auch ein sehr deutlicher Aufschwung der Städte. Diese werden neben den jeweiligen Landesherrschern nach und nach zum zweiten Förderorgan von Instrumentalmusik, indem sie „Stadtpifer“ oder -„dromper“ in ihre Dienste nehmen. Musikantenzünfte finden sich seit 1288; die älteste bekannte ist die Wiener Nikolaibruderschaft.
Somit waren die entscheidenden Weichen für den neuzeitlichen Instrumentalmusiker bereits im 14. Jahrhundert gestellt.
Daneben bildet sich in den Landsknechtsheeren seit dem 15. Jahrhundert der militärische Spielmannszug.

### Instrumentarium
Um den Ansprüchen bei verschiedensten Anlässen gerecht zu werden, sollte ein Spielmann möglichst viele Instrumente beherrschen. Zu den bevorzugten Instrumenten gehörten Schlaginstrumente, diverse Flöten und Blasinstrumente, sowie gezupfte und gestrichene Instrumente. Die unterschiedlichen Benennungen und Bauformen einzelner Instrumententypen waren mannigfaltig. Generell war der Klang im Allgemeinen relativ hoch (zwischen Sopran und Tenorlage) und hell. Erst gegen Ende des 15. und Anfang des 16. Jahrhunderts wurde die Bassregion verstärkt und somit die Tonlage tiefer. Das Instrumentarium wurde in privilegierte (das Ansehen des Instruments und die gesellschaftliche Stellung des Spielers betreffende) und gewöhnliche, sowie laute und leise Gruppen eingeteilt. Sie verfügten über einen im Vergleich zu heute relativ beschränkten Tonumfang und
wurden ohne allzu große dynamische Differenzierungen meist in voller Lautstärke gespielt. Manche Instrumente stammten, in teilweise modifizierter Form, aus dem antiken bzw. nordeuropäischen Raum. Andere wurden speziell im Rahmen der Kreuzzüge aus dem arabischen Raum bzw. Zentralasien importiert.

#### Blasinstrumente und Flöten
Dazu zählen Schalmei und Sackpfeife (Dudelsack).

#### Streich- und Zupfinstrumente
Die im Vergleich relativ leise gezupften und gestrichenen Saiteninstrumente, etwa die Knickhalslaute, dienten vornehmlich der Liedbegleitung.

#### Schlaginstrumente
Dazu gehörte die Pauke und die Handtrommel.

### Ensembles
Das gesamte Mittelalter kannte (wie auch teilweise die Renaissance und auch noch das Barock) keine exakt für ein Musikstück vorgeschriebenen Instrumente oder Instrumentenkombinationen. Meist wurde die genaue Zusammensetzung situationsbedingt dem jeweiligen Anlass und den verfügbaren Instrumentalisten angepasst vorgenommen. Erst in der Mitte des 15. Jahrhunderts bildeten sich vage Regelungen für Ensembles für verschiedene den Anlässen angepasste Musikgattungen heraus. Leise Musik im intimen Rahmen oder mit „romantischer bzw. religiöser Textaussage“ wurden meist mit Saiteninstrumenten, Blockflöten, Portativ, und Gesang aufgeführt. Laute, meist bei festlichen bzw. repräsentativen Anlässen gespielte Musik, war vornehmlich mit Schalmeien,
Trompeten, Posaunen, Schlagwerk und Flöten besetzt.

## Neuzeit

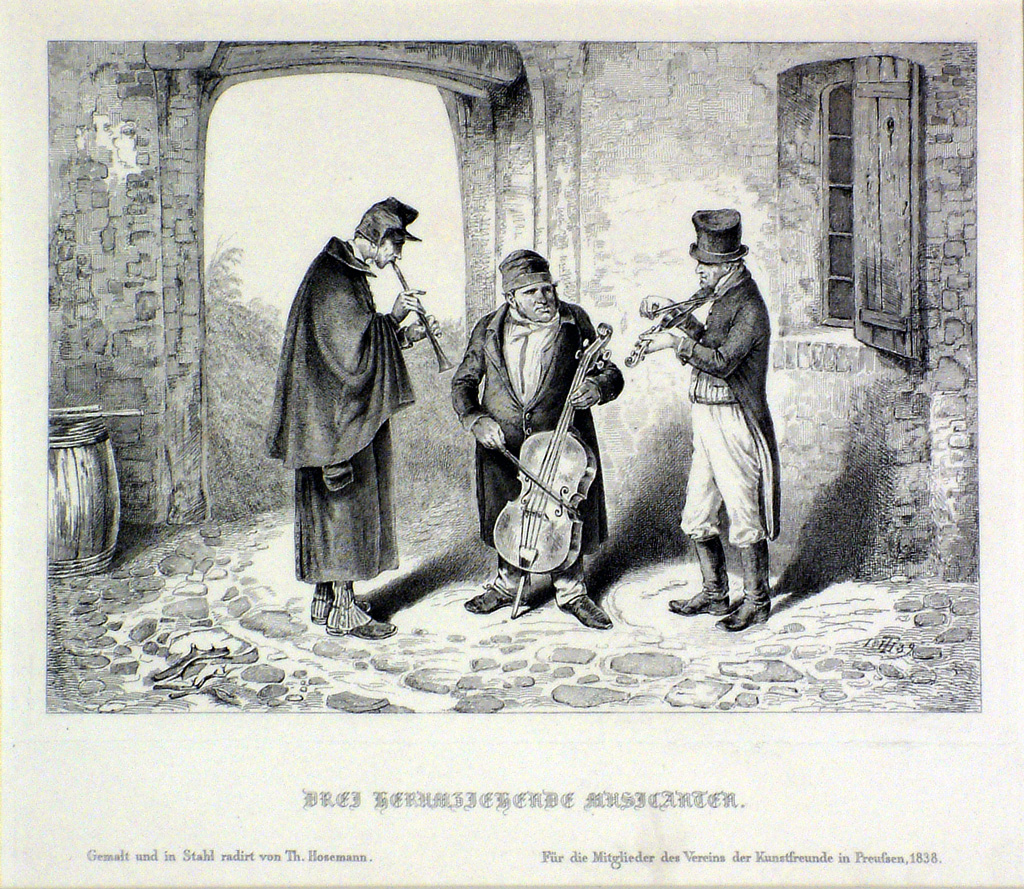
Drei Herumziehende Musikanten, Theodor Hosemann 1838

Spielleute zogen als freies fahrendes Volk von Stadt zu Stadt, spielten mit der Spielmannsgeige zum Tanze (Spielmannstanz) auf, traten aber auch als Erzähler – selbst begleitet von der Spielmannsgeige – auf. Als Erzähler sangen sie zum einen Liebeslieder („Minnegesang“) oder Heldengesänge („Epen“), zum anderen aber auch Nachrichten (auch Lokalnachrichten), welche sie auf der Wanderung aufschnappten und in Reimform verarbeiteten.
Sich zu Gruppen verbündende Spielleute sind die Vorläufer späterer fahrender Musik- und Gauklertruppen, welche wiederum Vorläufer von wandernden, später sesshaften Theatergruppen wurden.
Der Begriff Musikant ist seit etwa 1600 belegt und deutlich älter als der um 1800 entstandene Begriff des Musikers, der beruflich Musik ausübt. Er beschreibt den Übergang von fahrenden zum „ehrbaren“ Musiker.
Im 20. und 21. Jahrhundert bezeichnen sich vor allem Musiker der Mittelalter-Szene als Spielmänner oder Spielleute.
Als Spielleute bezeichnet man auch, besonders bei Spielmannszügen und Marschkapellen, die Spielmannstrommeln und Querpfeifen, die musikalische Kommandos unter Leitung des Tambourmajors ausführen, hier besonders das Locken.